# Louboutins
"Louboutins" é uma canção da cantora e actriz norte-americana Jennifer Lopez. Foi composta e produzida por The-Dream e Tricky Stewart, embora tenha sido entregue primariamente à artista e colega de editora Brandy Norwood. Contudo, foi atribuída a Lopez devido à saída de Norwood da Epic Records. Inicialmente, a música serviria como single de avanço do sétimo álbum de estúdio de Jennifer, Love?, no entanto, foi escolhida "On the Floor" para tal finalidade, deixando "Louboutins" fora do alinhamento do disco. O tema utiliza a marca de mesmo nome como metáfora para o poder feminino, em que a letra concentra-se nas mulheres que precisam de sair das suas relações mais negativas de cabeça erguida.
A artista apresentou a obra ao vivo durante a cerimónia de entrega de prémios American Music Awards a 22 de Novembro de 2009, onde acidentalmente caiu a meio da performance. Ryan Seacrest e will.i.am elogiaram a forma como Lopez rapidamente recuperou para continuar o espectáculo. No dia seguinte, a canção estreou na rádio durante o programa On Air with Ryan Seacrest da estação KIIS-FM, e foi ainda lançada para descarga digital através da loja on-line da Amazon. A 8 de Dezembro de 2009 foi indicada para as rádios norte-americanas, particularmente no Canadá e Estados Unidos.
A faixa recebeu críticas mistas por parte dos analistas especializados, com alguns a afirmarem que "Louboutins" "não é tão boa" quanto outro material que a cantora tenha apresentado anteriormente. Comercialmente, conseguiu chegar à liderança da Dance/Club Play Songs, contudo não conseguiu entrar na Billboard Hot 100 e demonstrou pouca reprodução nas rádios. Consequentemente em 2010, Lopez anunciou que abandonaria a Sony Music Entertainment, terminando com uma parceria de dez anos para assinar contrato com a Island Records. O vídeo musical para o single nunca foi filmado e a promoção que estava destinada para a obra foi cancelada.

## Antecedentes e divulgação

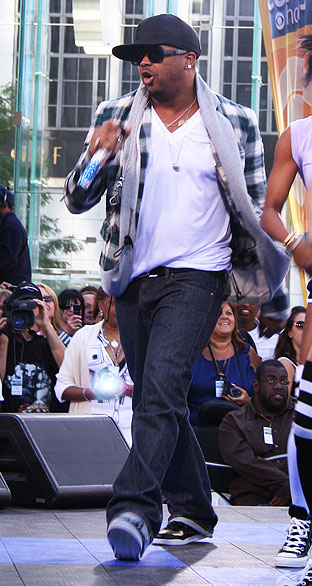
O rapper The-Dream contribuiu em todo o processo de composição e produção da canção.

Durante uma entrevista com a revista Vibe em Novembro de 2009, Tricky Stewart revelou que estava a trabalhar no próximo álbum de Lopez. O produtor revelou que em conjunto com The-Dream trabalhou em "Louboutins" para a cantora norte-americana de R&B Brandy Norwood. Norwood chegou a gravar a sua versão para o álbum Human, confirmando posteriormente que "amava" a melodia, mas "Deus nunca nos abençoa com a bênção de outra pessoa". Stewart revelou mais tarde que a cantora tinha perdido negócio e que o tema tinha ficado como "sobra". Posteriormente, foi oferecida a Jennifer que se apaixonou pela música. Christian Louboutin disse que sentia-se "lisonjeado" pela cantora ter gravado um trabalho sobre a sua linha de calçado e que ficou grato por esta ter perguntado se estava a pronunciar o nome correctamente.
O canal televisivo MTV foi o primeiro a confirmar a performance da artista na edição de 2009 dos American Music Awards (AMA), transmitidos a 22 de Novembro. Mais tarde a própria Jennifer confirmou a informação numa entrevista com o DJ SKEE para a estação KIIS FM, afirmando que iria interpretar o seu novo single para iniciar a sua divulgação. A actuação teve o boxe como tema, e contou com a aparência do reconhecido anunciador Michael Buffer para a apresentação de Lopez no palco. A cantora apareceu com um equipamento de pugilismo e chegou a trocar de roupa a meio do desempenho, que começou num ringue e terminou com a própria no meio do público. No entanto, o espectáculo não correu como planeado em relação à coreografia, pois o "golpe dramático de subir a uma pirâmide humana de bailarinos" não correu como esperado, fazendo a cantora "perder o equilíbrio depois de saltar das costas de um dançarino, e caiu de traseiro no chão". Esta falha colocou a performance em quinto lugar de uma lista que compilava as cinco piores, elaborada pela E! Online. De acordo com Natalie Trombetta do Daily Mail, Lopez respondeu de uma forma profissional "recuperando-se rapidamente e continuando com a interpretação", o mesmo concluiu o locutor Ryan Seacrest, denominando como "a melhor recuperação de sempre!". Becky Bain do sítio Idolator considerou que o tombo tinha sido mais falado que a música em si, cuja informação foi confirmada pela MTV que anunciou que era um dos temas mais procurados na Internet. Depois do incidente, will.i.am prezou Jennifer por ser uma "verdadeira entertainer e dedicada", complementando que o que importa "é cair e saber levantar-se, e ela soube".
A faixa foi lançada oficialmente através da Amazon em formato digital um dia depois da cerimónia, a 23 de Novembro de 2009, e mais tarde enviada para as rádios norte-americanas como parte da promoção. A cantora repetiu a performance no programa de televisão The Ellen DeGeneres Show a 3 de Dezembro, onde acabou por rir e brincar com o acidente ocorrido nos AMA. Lopez voltou a divulgar o tema no So You Think You Can Dance com um tema natalício envolto no desempenho, durante o final da sexta temporada do concurso. A sua última actuação da música foi a 31 de Dezembro, numa mistura com singles anteriores da sua carreira como "Waiting for Tonight" e "Let's Get Loud" no especial Dick Clark's New Year's Rockin' Eve With Ryan Seacrest. A escolha do vestuário de Jennifer chamou a atenção dos media, em que o New York Daily News elogiou-lhe o "físico impecável".

## Estilo musical e composição
"Louboutins" foi composta e produzida por Tricky Stewart e The-Dream. Foi considerada uma canção que "conta a história de uma mulher presa num relacionamento sem futuro com um homem que claramente não a merece, numa jornada para perceber isso mesmo e, eventualmente, deixá-lo". A introdução foi comparada com "4 Minutes" de Madonna e Justin Timberlake pela sua semelhança, embora a melodia seja "acompanhada com trombetas e batidas de sintetizador". Um redactor da publicação Prefix afirmou que não parecia um registo típico do trabalho de produção por Stewart e The-Dream.
Stewart explicou à revista Vibe como tinha surgido o conceito da música, afirmando que juntamente com The-Dream, "ficaram numa sala em que ambos tocavam em dois teclados diferentes, duas baterias electrónicas diferentes". Liricamente, concentra-se nas mulheres que precisam de sair das suas relações mais negativas de cabeça erguida, demonstrado em versos como "Mas é a última vez, vou-me embora / Estou a lançar-me nos meus Louboutins". Lopez descreveu a ideia por detrás da melodia como "aquele ponto num mau relacionamento em ficamos a pensar, 'Caramba, realmente tenho que sair. Não é bom para mim,' ... Não é o tipo de rapariga que age do tipo, 'Vou levar as minhas coisas, vou vestir as minhas calças de treino e chorar,'... Esta [na obra] pensa em usar o seu vestido mais sensual e os seus sapatos Louboutin, e deixando [o resto] para trás". Lopez repete o refrão oito vezes e o título do tema é cantado trinta e duas vezes no decorrer da faixa, ao que a revista Prefix considerou que era utilizado como metáfora para o reforço do poder feminino.

## Recepção pela crítica
As críticas atribuídas à obra foram geralmente mistas. Elana Gorgan da Softpedia focou-se na capa de arte e do conceito da música, afirmando que "embora a ideia seja original, críticos e os fãs dizem, a arte é medíocre na melhor das hipóteses... Há uma certa vibração antiga para a capa, que com a fonte da escrita não está a ajudar a cantora de forma alguma a angariar muito interesse no lançamento". Leah Greenblatt da Entertainment Weekly considerou que na obra "a marca conceituada representa o mesmo que fazem os Crocs de uma forma sensual", concluindo que era inferior ao material divulgado por Lopez ao longo da sua carreira. Além disso, Tom Stacks que trabalha para a mesma revista acima referida, estava ainda menos impressionado ao escrever que "J. Lo devia devia deixar a sua carreira na música. Antes costumava ter algum divertimento, canções cativantes ('If You Had My Love,' 'Love Don't Cost a Thing'), mas ao tentar recuperar a sua relevância musical cantando sobre sapatos caros de salto alto só parece um pouco triste, e aconselho-a a concentrar-se e investir na carreira cinematográfica...". Peter Gicas do E! Online também criticou a canção, sugerindo que foi colocada on-line antes da sua estreia oficial para avisar os fãs do que Lopez estava prestes a infligir sobre eles. "A faixa começa com a cantora insistindo: "Eu estou a recuperar o meu amor". Pessoalmente, gostaria que pudéssemos ter de volta os últimos três minutos e quarenta e nove segundos", revelou Gicas.
Nick Levine, através do portal Digital Spy, descreveu o single como "um estrondo de discoteca produzido por Tricky e The-Dream, com um refrão que sucede a um atrito puro, com uma bom estilo de dança ao estilo de Janet Jackson". Levine também concordou que "não é um clássico de J.Lo para rivalizar com 'Play' ou 'Love Don't Cost a Thing', e é tão original como começar o seu dia com uma tigela de cereais, mas entra no seu cérebro depois de algumas rodadas". Becky Bain do sítio Idolator também fez uma análise positiva à obra, dizendo o seguinte: "Realmente tinha me esquecido que Lopez ainda era considerada uma cantora, devido à sua pausa de dois anos para se concentrar nas suas fragrâncias, linhas de roupas e bebés, etc. É bom tê-la de volta, sim, nem todas as músicas de J-Lo foram um sucesso, mas todos nós dançamos anteriormente ao som de 'If You Had My Love' e 'Waiting for Tonight'. 'Louboutins'... tem definitivamente o refrão apelativo que [a cantora] ofereceu nos últimos anos. Isto pode tirar Jennifer da cova do seu último álbum Brave. DJ Booth considerou que a música tinha "um ritmo rápido do duo de produção com uma secção de sintetizadores e com alguns vocais francamente inexpressivos de J-Lo".

## Vídeo musical
Christian Louboutin disse que iria dedicar o seu tempo para a criação de algumas cenas para o vídeo musical, fora da sua apreciação pessoal sobre a música. De acordo com a Rap-Up, Lopez planeou gravar o teledisco em Janeiro de 2010, chegando a delinar o conceito numa entrevista de rádio, onde disse o seguinte: "Vai ter muita dança, quero definitivamente fazer algo dançante porque já há algum tempo que quero fazer um vídeo de dança, e vai ser realmente poderoso. Vai ser sobre estas mulheres, que sabem quando existe aquele momento em que percebem que têm de sair dali, é o momento que estamos a tentar demonstrar no vídeo. Mesmo quando sabemos que vai doer mais tarde, sentimo-nos bem por tomar a decisão, é do género "Eu decidi! Eu estou a sair de casa agora mesmo", e essa é a parte que vamos caracterizar, só que eu vou dançar na minha saída de casa". No entanto, devido à saída de Jennifer da editora discográfica Epic Records, o teledisco nunca chegou a ser filmado e a promoção para a canção foi cancelada.

## Desempenho nas tabelas musicais
Após o seu lançamento digital, a faixa destacou-se na liderança da tabela musical Billboard Dance/Club Play Songs, sendo o segundo lançamento consecutivo de Lopez a atingir a primeira posição na lista, sucedendo-se a "Fresh Out the Oven". Mesmo com várias performances para a divulgação do tema, este não conseguiu entrar na Billboard Hot 100 e não chegou a fazer parte do alinhamento final de um álbum. O jornal New York Daily News sugeriu que a falta de sucesso comercial foi decisivo para a partida de Lopez da Epic Records e Sony Music no início de 2010. De acordo com a revista Billboard, não obteve impacto positivo nas rádios dos Estados Unidos.

### Posições
| Tabela musical (2009)                            | Melhor posição |
| ------------------------------------------------ | -------------- |
| Estados Unidos - Billboard Dance/Club Play Songs | 1              |

## Histórico de lançamento
"Louboutins" foi lançada através de descarga digital na Amazon a 23 de Novembro de 2009. A 8 de Dezembro, foi enviada para as rádios norte-americanas.
| País           | Data                   | Formato           | Editora discográfica |
| -------------- | ---------------------- | ----------------- | -------------------- |
| Estados Unidos | 23 de Novembro de 2009 | Descarga digital  | Epic                 |
| Estados Unidos | 8 de Dezembro de 2009  | Rádios mainstream | Epic                 |